# Бюхнер, Людвиг
Людвиг Бюхнер (нем. Friedrich Karl Christian Ludwig Büchner; 29 сентября 1824, Дармштадт — 1 мая 1899, там же) — немецкий врач, естествоиспытатель и философ, брат писателей Георга, Александра и Луизы Бюхнер.

## Биография
Родился 29 сентября 1824 года в Дармштадте в семье врача. Был пятым ребёнком в семье (всего 8 детей). Почти все братья и сестры Бюхнера отличались незаурядными способностями и талантами. Его племянником был Эрнст Бюхнер (1850—1924), химик-изобретатель.
Учился в университете Гиссена. Бюхнер, будучи немцем, настолько совершенно владел французским языком, что произносил речи, читал лекции и выступал с докладами перед французской публикой.
Людвиг Бюхнер — крупнейший представитель материалистического направления в европейской философии второй половины XIX века. Ф. Энгельс, желая подчеркнуть отличия марксистской философии, назвал Л. Бюхнера (а с ним К. Фохта и Я. Молешотта) «вульгарными» материалистами (Бюхнер стоял на позициях механистического материализма). В философию Бюхнер вошел скорее как популяризатор позитивных научных достижений, использовал новаторский для того времени, насыщенный примерами и аргументами стиль. Отчасти поэтому его главный труд «Сила и материя» (выдержавший в России до 1905 года 17 изданий) воспринимается скорее как философский памфлет в защиту материализма, чем развитие оригинальной концепции. Общественная позиция Л. Бюхнера, его стремление донести идеи прогресса и достижения науки до самых социальных низов является, по существу, продолжением линии французских материалистов эпохи Просвещения XVIII века. Выступал с критикой социал-дарвинизма, считая недопустимым экстраполяцию принципа выживания самых приспособленных на современное общество.
Автор трудов «Человек согласно науке», «Любовь и любовные отношения животного мира» (1881) и многих других. Особенно широко была известна его работа «Сила и материя» (1855). Критиковал позицию Карла Фохта о том, что мозг выделяет мысль, подобно тому как печень — желчь.
Противниками Бюхнера были Жане и др.
В 1881 году основал «Немецкий союз свободомыслящих» (Deutscher Freidenkerbund).

## Сочинения
- Искусство долго жить (1892)
- Природа и наука (1881)
- Сила и материя (1855)
- Психическая жизнь животных (1902)
- Дарвинизм и социализм (1907)